# 2-甲基亚苄基丙二腈
2-甲基亚苄基丙二腈是一种有机化合物，化学式为C11H8N2。它可由2-甲基苯甲醛和丙二腈加热反应得到。

## 反应
2-甲基亚苄基丙二腈可以被硼氢化钠在甲醇中还原为2-甲基苄基丙二腈。